# ¿Qué pides tú?
¿Qué pides tú? es el nombre del álbum debut de estudio del cantautor español Álex Ubago. Fue lanzado al mercado por el sello discográfico WEA Latina el 25 de septiembre de 2001 en España. Fue producido por Jesús N. Gómez. El 1 de abril de 2003 se lanzó una edición especial con DVD, que incluía tres temas interpretados en acústico y cinco videoclips. Ese mismo año se lanzó una segunda edición especial en forma de CD libro titulado 21 meses, 1 semana y 2 días que incluía el disco original y un segundo CD con cinco temas adicionales y seis videoclips, de este álbum se desprende el éxito Sin miedo a nada.
El álbum fue un éxito comercial en España y México, donde alcanzó certificaciones por varios discos de platino, principalmente gracias a singles como: ¿Que pides tu?, Sin miedo a nada y A gritos de esperanza, Sin miedo a nada (junto a Amaia Montero) se convirtió en el sencillo de mayor venta del álbum, llegando al número uno de las listas de España y México, también llegó al puesto número 06 del Hot Latin Songs en Estados Unidos y fue votado por los radioescuchas de Los 40 (España) como la mejor canción de amor de la década.

## Lista de canciones
Todas las canciones fueron escritas y compuestas por Álex Ubago, excepto «No te rindas» que fue compuesta por Enrique Feliz y Álex Ubago.

| N.º   | Título                                     | Duración |  |
| 1.    | «¿Qué pides tú?»                           | 4:09     |  |
| 2.    | «A gritos de esperanza»                    | 4:37     |  |
| 3.    | «¿Sabes?»                                  | 4:33     |  |
| 4.    | «No te rindas»                             | 4:08     |  |
| 5.    | «Hay qué ver»                              | 4:31     |  |
| 6.    | «Sin miedo a nada (Junto a Amaia Montero)» | 5:11     |  |
| 7.    | «Ahora que no estás»                       | 4:18     |  |
| 8.    | «Por esta ciudad»                          | 4:37     |  |
| 9.    | «Vuelves a pensar»                         | 4:11     |  |
| 10.   | «Dime si no es amor»                       | 4:18     |  |
| 44:44 |                                            |          |  |

## Créditos
- Álex Ubago - Voz, composición
- Juan Cerro - Guitarra
- Alberto Zápata - Guitarra
- Haru Mori - Bajo eléctrico
- Candi Avello - Bajo acústico
- Jesús N. Gómez - Piano
- Santiago Fernández - Batería
- Luis Dulzaides - Percusión
- Belén Zanetti - Violín
- Laura Galán - Violoncello
- Jeff Law - Trombón
- Amaia Montero - Voz en "Sin miedo a nada"

Amaia Montero aparece por cortesía de Sony Music
Producción
- Jesús N. Gómez - Programación, remasterización, mezcla

## Certificaciones
| País   | Organismo certificador | Certificación | Ventas certificadas | Ref.  |
| ------ | ---------------------- | ------------- | ------------------- | ----- |
| España | PROMUSICAE             | 5X Platino    | 300,000             |       |
| México | AMPROFON               | 2X Platino    | 120,000             | [ 1 ] |